# Кулотино (Новгородская область)
Куло́тино — посёлок городского типа в Окуловском муниципальном районе Новгородской области России, центр и крупнейший населённый пункт Кулотинского городского поселения; входит в Перечень исторических городов России.
Население — 3024 жителя (на 1 января 2010 года).

## География
Посёлок городского типа Кулотино расположен на реке Перетне, в 4 км к северо-востоку от города Окуловка.

## Археология
Возле Кулотино у реки Перетны обнаружено 13 раннеславянских курганных групп (свыше 100 насыпей) IX—XIII веков.

## История
Новгородская деревня Кулотино возникла около 1125 года.
В XV—XVII веках деревня Кулотино относилась к Полищском погосту Деревской пятины Новгородской земли.
В 1460—1470-х, на закате Новгородской республики, деревней владел Иван Кисляков; в конце XV — начале XVI веков — Фёдор Иванович Неклюд Подушкин; а в 1538 — Михаил Фёдорович Подушкин.
В 1776—1792, 1802—1918 село Кулотино находилось в Крестецком уезде Новгородской губернии. С начала XIX века — в образованной Заозерской волости Крестецкого уезда с центром в деревне Заозерье.
В 1908 в селе Кулотино было 24 двора и 29 домов с населением 360 человек. Имелись школа, овощная и бакалейная лавки.
В 1928 Кулотино было преобразовано в рабочий посёлок.
В 1963—1965 населенный пункт входил в Маловишерский промышленный район.

## Экономика
Ранее в посёлке городского типа Кулотино была прядильно-ткацкая фабрика, сейчас не работает.

## Население
| 1897 | 1926 | 1939 |
| ---- | ---- | ---- |
| 711  | 3042 | 7085 |

| 1959  | 1970  | 1979  | 1989  | 2002  | 2009  | 2010  |
| ----- | ----- | ----- | ----- | ----- | ----- | ----- |
| 6072  | ↘5698 | ↘4817 | ↘4304 | ↘3430 | ↘3070 | ↘2942 |
| 2012  | 2013  | 2014  | 2015  | 2016  | 2017  | 2018  |
| ↘2825 | ↘2759 | ↘2689 | ↘2629 | ↘2540 | ↘2515 | ↘2447 |
| 2019  | 2020  | 2021  |       |       |       |       |
| ↘2390 | ↘2305 | ↘2094 |       |       |       |       |

## Известные уроженцы
- Греков, Юрий Павлович (1943—2024) — советский и российский военачальник, генерал-полковник.
- Григорьев, Юрий Пантелеймонович (1932—2019) — советский и российский архитектор, народный архитектор Российской Федерации.

## Достопримечательности
Приволье — имение Николая Владимировича Граве (правовед; действительный тайный советник, сенатор). Построена в 1870 г.